# Trudowe (obwód lwowski)
Trudowe (ukr. Трудове; hist. Halicka, Kolonia Halicka, Halickie) – wieś na Ukrainie w rejonie stryjskim (do 2020 roku w rejonie mikołajowskim) obwodu lwowskiego.
Dawniej folwark wsi Horożanna Wielka.